# Terminal High Altitude Area Defense
Le système Terminal High Altitude Area Defense (THAAD), en français : « Défense de zone à haute altitude terminale » ou « Système de défense antimissile à haute altitude », est un système de missiles antibalistiques américain, en service depuis 2008.
Il est conçu pour détruire les missiles balistiques de portées moyenne ou intermédiaire dans leur dernière phase d'approche en s'écrasant contre eux (en anglais : hit-to-kill). Le missile ne transporte aucune ogive, c'est seulement son énergie cinétique qui permet de détruire. À l'origine, le THAAD a été conçu pour abattre les missiles Scuds et des missiles similaires, mais pas un missile balistique intercontinental (ICBM).

## Historique
Prévu au départ pour servir dans l'US Army, le THAAD est, en 2012, sous la supervision de la Missile Defense Agency, les formations le mettant en œuvre dépendent de la Branche de l'artillerie de défense aérienne (en). L'United States Navy déploie un système semblable, mais pour le milieu marin, l'Aegis Ballistic Missile Defense System (en).
La première batterie de missiles sol-air THAAD a été mise en service en mai 2008,.
En 2014, les Forces armées émiriennes deviennent les premières clientes à l'exportation de ce système d'arme avec 2 batteries et 96 missiles. Le Qatar est en négociations avancées en 2015.
De 2008 à 2015 (2008, 2009, 2012, 2014, 2015), cinq batteries ont été mises en service par l'US Army, dont une à Guam depuis avril 2013. La Missile Defense Agency a déclaré au Congrès en juin 2017 qu'elle prévoyait de livrer 52 intercepteurs THAAD supplémentaires à l'armée américaine entre octobre 2017 et septembre 2018, ce qui porte à 210 le nombre total de livraisons depuis mai 2011. En date de janvier 2022, un total de 7 batteries est en service, une huitième est financée dans le budget de la défense 2021, et l'US Army espère arriver à un total de 9. La livraison des trois premiers lanceurs de cette huitième batterie est annoncé le 19 juin 2025.
Le 7 juillet 2016, officiellement par peur d’une possible capacité de frappe nucléaire des lanceurs balistiques de la Corée du Nord, les États-Unis et la Corée du Sud annoncent la prochaine mise en place d'une batterie THAAD en Corée du Sud dans le district de Seongju, ce qui fait suite à des discussions entamées depuis 2013. Cela engendre de grandes tensions avec la Chine, pour qui le déploiement du THAAD n’est qu’une étape de plus dans la stratégie d’endiguement des États-Unis. L'arrivée des premiers éléments a lieu dans la nuit du 6 au 7 mars 2017 au lendemain du tir de 4 missiles balistiques nord-coréens dont 3 retombent dans la ZEE japonaise. L'agence de presse de Séoul officialise l'arrivée des premiers éléments de la batterie Delta du 2nd Air Defense Artillery Regiment le 26 avril 2017. Cette batterie passe sous le commandement de la 5th Air Defense Artillery Brigade le 19 octobre 2017.
Selon le site spécialisé Defense News, la première utilisation opérationnelle a lieu le 17 janvier 2022 lorsque dans le cadre d'une attaque multiple Houthis de drones et missiles de croisière et missiles balistiques, un missile balistique de moyenne portée utilisé pour attaquer une installation pétrolière émiratie près de la base aérienne Al Dhafra fut détruit par un missile émirati
Le 13 octobre 2024, le département de la défense américaine annonce le déploiement vers Israël d'une batterie THAAD pour aider le pays à contrer les éventuelles attaques de missiles balistiques venant d'Iran. Ces batteries seront exploitées par des soldats américains. Cela vient à la suite d'une attaque massive de presque 200 missiles balistiques iraniens vers Israël quelques semaines plus tôt, attaque qu'Israël n'a pas su contrer entièrement. Le baptême du feu de ce missile pour l'US Army semble avoir lieu le 27 décembre par l'interception par cette batterie d'un IRBM tiré du Yémen par les Houthis.
Le 1er janvier 2025, suite à un contrat signé en 2017 d'une valeur de 15 milliards de dollars pour l’acquisition de sept batteries THAAD, comprenant 44 lanceurs, 360 intercepteurs, 16 stations de contrôle, 7 radars AN/TPY-2, l'Arabie Saoudite déclare que la première batterie THAAD de Royal Saudi Air Defense Forces (en) est opérationnelle.

## Caractéristiques

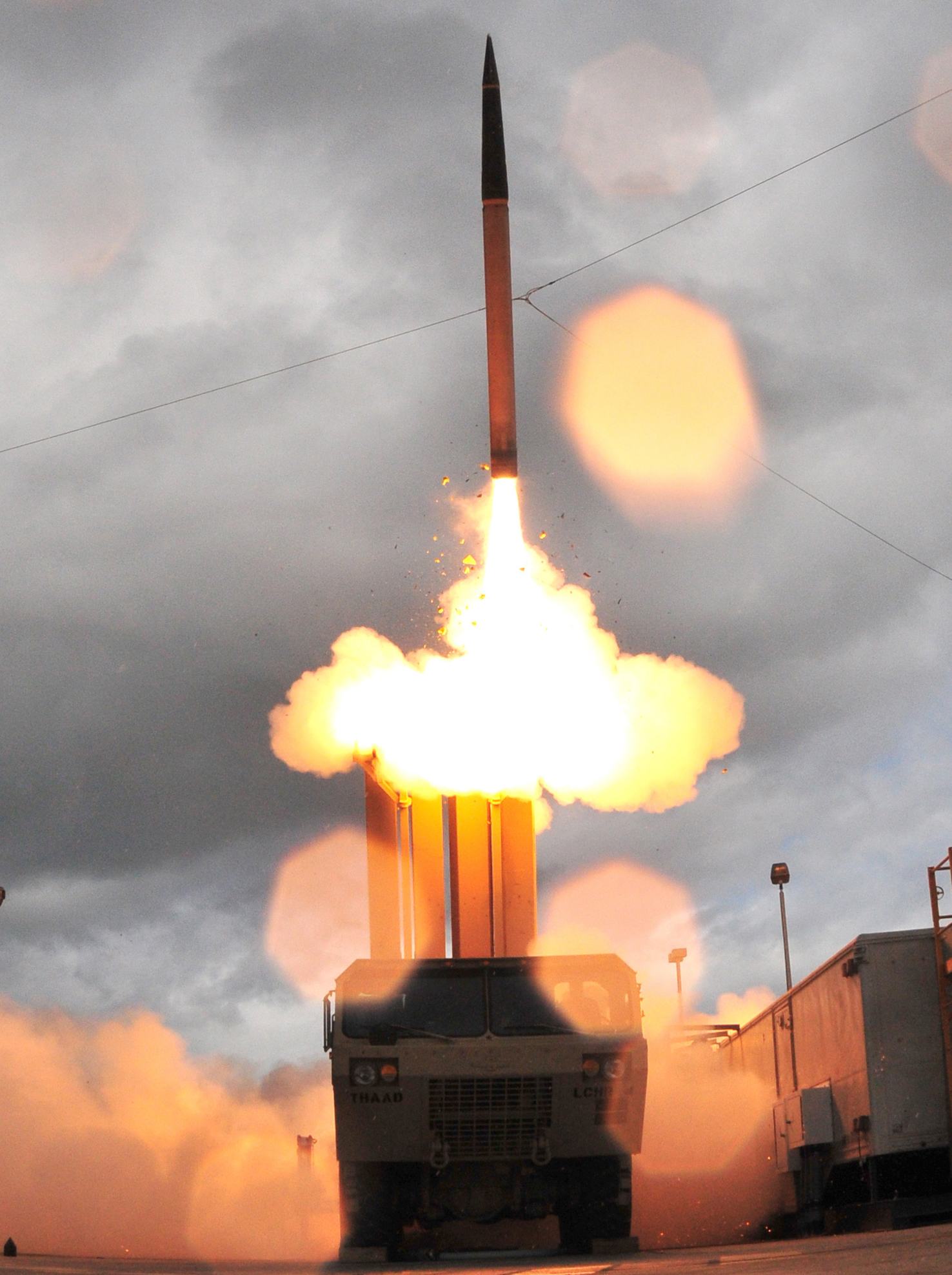
Un THAAD tiré d'une des huit cellules de lancement montées sur un Heavy Expanded Mobility Tactical Truck.

Le THAAD est conçu, construit et monté par Lockheed Martin Space Systems qui est le principal contractant. Parmi les sous-contractants importants figurent Raytheon, Boeing, Aerojet, Rocketdyne, Honeywell, BAE Systems et MiltonCAT. Son coût de développement a été établi à 700 millions de dollars américains en 2004. En 2008, le coût unitaire est d'environ 9 millions de dollars et leur rythme de production maximum annoncé en 2008 est de 3 exemplaires par mois. En 2015, le programme a couté 3,8 milliards de dollars.
Le système est annoncé efficace dans un rayon de 200 km autour des lanceurs et jusqu'à 150 km d'altitude. Le THAAD est conçu pour détruire la menace aussi bien dans sa phase de vol hors atmosphère que durant sa redescente dans l'atmosphère.
Sur sa page Web consacrée au système, Lockheed Martin affirme un « taux de réussite de 100 % en mission depuis les tests de 2005 ». Le 15e essai ayant eu lieu le 30 avril 2017.
Les missiles Patriot PAC-3 MSE peuvent être intégrés dans les batteries de THAAD depuis 2022.

### Système de tir
Le système s'appuie sur le triptyque « Repérer / Identifier-Désigner / Lancer ».
Les unités de repérage (appelées sensors dans la terminologie anglaise de la Missile Defense Agency) peuvent être constituées de la conjonction de :
- stations de détection longue portée de missiles balistiques en entrée d'atmosphère BMEWS ;
- stations radars sol moyenne portée ;
- stations radars à antennes actives dans la bande X et installées sur des plateformes marines ;
- satellites de surveillance du système STSS (Space Tracking and Surveillance System) opérant par paire à 1 350 km d'altitude à une période orbitale de 120 minutes ;
- radars embarqués sur navire (systèmes AEGIS).

Chaque unité de tir comprend :
- un système de commandement appelé TFCC (THAAD Fire Control and Communication), chargé des fonctions ;
  - « Identification » (qualification de la menace et définition de sa trajectoire) ;
  - « Désignation » (détermination et communication des paramètres de trajectoire d'interception aux lanceurs et vecteurs) ;
- de deux à neuf lanceurs comprenant chacun huit missiles à frappe inertielle. Ces lanceurs sont mobiles (tractés par camions Heavy Expanded Mobility Tactical Truck)

Schéma du missile THAAD.

## THAAD-ER
Depuis 2006, une nouvelle version du missile, le THAAD-ER (Extended Range) est en cours de développement par Lockheed Martin et doit entrer en service à la fin des années 2020 si le financement d'un milliard de dollars est assuré par le gouvernement américain.
Ce missile, d'une portée améliorée, vise à contrecarrer les planeurs hypersoniques (Hypersonic Glide Vehicle). Il est plus gros avec 53 cm de diamètre et comporte un second étage. Il serait embarqué à cinq exemplaires sur le même lanceur que le missile actuel.